# カム・チベット語
カム・チベット語（チベット語：ཁམས་སྐད་ khams skad）はチベット東部（カム）で話されるチベット語の方言。チベット自治区東部、青海省南部、四川省西部、雲南省の一部にかけて分布する。
ISO/DIS 639-3コードはkhg。

## 地域変種
以下3種の大方言グループに分かれる：
- 中央カム - デルゲ（四川西部およびチベット自治区）およびチャムド（チベット自治区）地域。
- 南カム - デチェン（雲南およびチベット自治区）地域。
- 北カム - ナンチェンおよび玉樹（青海南部）地域。